# Emil Ruder
Emil Ruder (1914 — 1970) foi um tipógrafo e designer gráfico suíço que, junto com Armin Hofmann, fundou a escola de Basel de design (Schule für Gestaltung Basel) e ajudou a criar o estilo suíço de tipografia.
Ruder editou e escreveu para a publicação Typografische Monatsblätter. Mas talvez sua contribuição mais conhecido tenha sido o seu livro Typography um manual de design tipográfico. Foi uma obra que ajudou a disseminar o estilo suiço, e se tornou um texto básico em cursos de tipografia nos Estados Unidos e na Europa.